# Mal rojo
El mal rojo o bien erisipela porcina es una enfermedad infectocontagiosa del cerdo causada por la especie bacteriana Erysipelothrix rhusiopathiae. Los porcinos desencadenan cuadros cutáneos y/o septicémicos, pudiéndose transformar en una enfermedad latente o crónica, alojándose en articulaciones, válvulas cardíacas y otras zonas del organismo, incluso en los animales vacunados, pudiendo recidivar en situaciones de inmunodepresión para diseminarse en el huésped y poder así propagarse en la explotación, originando casos aislados o brotes de baja prevalencia.
Es una enfermedad típicamente endémica con brotes epidémicos. Su prevalencia es muy variable y está ligada a la patogenicidad de la cepa bacteriana, a los factores determinantes de la contagiosidad o transmisibilidad y a la resistencia inmunitaria individual. Suele darse cuando surgen causas inmunosupresoras relacionada con situaciones de estrés debido a transportes, desnutrición, higiene deficiente, estabulación defectuosa que actúan en toda la población porcina, por lo que la enfermedad puede ser motivo de pérdidas muy significativas. No es un proceso infeccioso exclusivo de la especie porcina, sino que también puede afectar a rumiantes jóvenes con artritis agudas y a pavos con procesos septicémicos, además de otras aves, roedores, resto de mamíferos, peces y moluscos ya que se trata de un microorganismo ubicuo.
Además es considerada una zoonosis menor, ya que se contagia por vía cutánea al hombre causándole erisipeloides, nombre originado para diferenciarlo de las erisipelas humanas debidas a una infección cutánea de estreptococos beta-hemolíticos, principalmente por el Streptococcus pyogenes. Generalmente ocurre por contacto directo con animales o sus productos, y la infección no suele avanzar del ámbito cutáneo. Con muy poca frecuencia se producen septicemias, aunque con relativa asiduidad están describiéndose algunas endocarditis.

## Epidemiología
La especie porcina es el reservorio natural de la bacteria, por lo cual aunque los cerdos estén aparentemente sanos, podrían portarla con elevada frecuencia en las amígdalas y la válvula ileocecal, incluyendo otros lugares del organismo como la piel, los ganglios ilíacos, los riñones o el bazo, siendo la misma vía de eliminación, aunque en menor cantidad, que tienen los enfermos: a través de las heces y la saliva.
La vía de entrada o contagio puede ser: oral, percutánea, nasal e incluso venérea. La más común es la oral por la ingestión de agua y alimentos contaminados, y en menor frecuencia por infección de heridas de la piel y picadura de insectos hematófagos. Las vías menos probables de contagio son la aerógena y la venérea a través del semen. 
En la fase septicémica tanto la sangre como las excreciones, la saliva y la regurgitación del alimento son muy contaminantes. Los enfermos crónicos suelen ser portadores permanentes y los recuperados pueden mantener su condición de portador, incluso los vacunados.
El agente causal es relativamente resistente a las condiciones medioambientales y más aún en presencia de materia orgánica. Los roedores y las aves pueden propagar la infección en calidad de hospedadores secundarios, cuando estos se encuentren en el ambiente a donde se desenvuelve la explotación porcina.
Situaciones inmunodepresoras pueden predisponer y desencadenar la enfermedad, inclusive aquellas patologías que debilitan al animal, como el síndrome reproductivo y respiratorio porcino, intoxicaciones por aflatoxinas o las parasitosis, también las que son estresantes como las causadas por los transportes prolongados, tiempo caluroso, microclima del establecimiento muy húmedo y cálido, vacunaciones, dietas deficientes, cambios bruscos en la dieta y por alimentos grasos. También puede ser predisponente la consanguinidad.
Por todas estas variadas causas epidemiológicas antes descriptas, ya sea por la pluralidad de especies portadoras, la persistencia inaparente o crónica de la infección en los cerdos, la alta frecuencia de porcinos y granjas infectadas, las condiciones ambientales y la dificultad de eliminar la infección mediante vacunas y/o tratamiento hacen poco viables las medidas de erradicación.

## Diagnóstico

### Diagnóstico clínico
Se sospechará de mal rojo cuando la explotación porcina tenga ausencia o deficiencias en el plan vacunal, se presenten muertes súbitas en cerdos de alrededor de 10 a 12 semanas con fiebre muy alta y eritemas dérmicos los cuales se pueden presentar como zonas rojizas bien delimitadas con forma de diamante, pudiendo aparecer unas manchas rojo púrpura en la cabeza y en las orejas, además cuando los adultos presenten cuadros subagudos febriles y agudos con fiebre elevada, hembras con abortos y repetición de celos, a veces con lesiones cutáneas y frecuentes artritis o hichazón de las articulaciones que provoquen claudicaciones y dolor.
Tener en cuenta que con los días se pueden producir aparentes recuperaciones pero luego recidivan con artritis crónicas, cianosis, insuficiencias cardiorrespiratorias y necrosis dérmicas. 
En la necropsia se evidenciarán lesiones de septicemia hemorrágica, áreas violáceas en la piel, esplenomegalia, hemorragias en riñón, ganglios linfáticos, pleura y corazón, y en los casos crónicos, pueden presentarse artritis proliferativa y necrótica así como casos aislados de endocarditis valvular.

### Diagnóstico diferencial

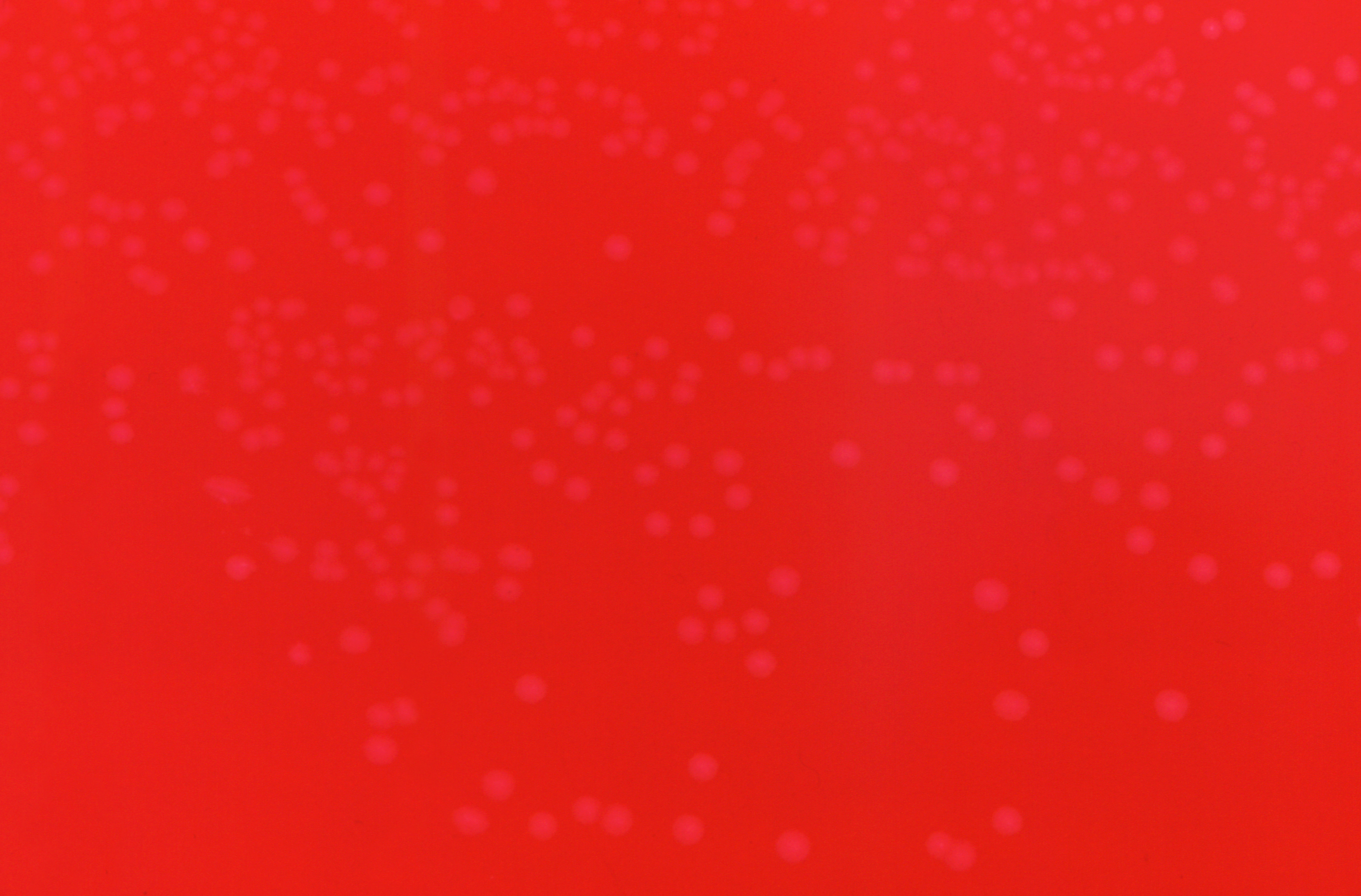
Colonias bacterianas de E. Rhusiopathiae en agar sangre.

Habrá que diferenciar del mal rojo a otras patologías de apariencia semejante como la peste porcina clásica (PPC) y la africana (PPA), la pasteurelosis que viene acompañado de cuadros respiratorios y la salmonelosis, con cuadros digestivos.

### Diagnóstico de laboratorio
La confirmación del agente causal se realiza mediante el aislamiento de la bacteria Erysipelothrix rhusiopathiae a partir de muestras de bazo, ganglios, riñones, tonsilas y líquido articular o sinovial. Esto se realiza mediante cultivo en agar sangre del material con el agente etiológico sospechoso y luego, a través de las colonias bacterianas macroscópicas neoformadas, se procede a la identificación con pruebas bioquímicas. También se utiliza la inmunofluorescencia sobre frotis o cortes de bazo y la moderna prueba de la PCR. 
Los métodos más útiles para evidenciar anticuerpos y apoyar a los anteriormente descriptos son la técnica de aglutinación, difusión en gel de agar, hemaglutinación y ELISA, aunque en la forma septisémica ni en los casos crónicos sean muy útiles, ya que apenas hay producción de anticuerpos por parte del huésped.

## Profilaxis
Para prevenir las enfermedad se pueden utilizar bacterinas o bien vacunas atenuadas, por lo cual sea una u otra la elección, la respuesta protectora variará en función de la cepa empleada, la concentración bacteriana y el tipo de modulador de la inmunidad, de la vía de administración y del plan vacunal. También se podrían aplicar sueros hiperinmunes o quimioprofilaxis a las explotaciones porcinas en riesgo: 
- Las bacterinas o vacunas inactivadas se elaboran a partir de cepas altamente protectoras, generalmente del serotipo 2, frente a las infecciones de las más patógenas como ser las de serotipos 1a y 1b. Son formoladas y llevan moduladores de la inmunidad como el gel de aluminio y un adyuvante oleoso. En la farmacopea se ofrecen bacterinas inactivadas mixtas de E. rhusiopathiae con otros agentes patógenos como Escherichia coli, Pasteurella multocida, Bordetella bronchiseptica y Parvovirus, porque entre las respectivas respuestas específicas del huésped a cada agente etiológico no presentan interferencias entre sí y el efecto profiláctico frente al mal rojo tampoco se ve modificado. Mantienen su eficacia hasta un año y no presentan riesgo alguno para el manipulador, necesitando dos semanas para desarrollar una inmunidad plenamente protectora, que durará entre 2 a 3 meses (con solo una única dosis) y 4 a 6 meses luego de una segunda dosis.

- Las vacunas atenuadas son las más utilizadas y se logran mediante pases en conejo, ratón, huevo embrionado o en medios de cultivo con acridina y acriflavina. Se administran por vía subcutánea con adyuvantes, por vía oral en el agua de bebida o por nebulización manteniendo una temperatura ambiental inferior a 25 °C. Estos preparados deben mantenerse liofilizados y en frío hasta su aplicación. Inducen una inmunidad celular y humoral elevada, con protección desde el séptimo día hasta un mínimo de 6 meses en la totalidad de los animales vacunados, teniendo como condición la ausencia de inmunidad previa, como el calostro, la antibióticoterapia (retirarla 8 a 10 días antes de la vacuna) y un estado sanitario óptimo. No se debe administrar a enfermos o sospechosos, ni a lechones de menos de 3 meses de edad debido a las interferencias de la inmunidad calostral, ni a verracos porque puede afectársele la capacidad espermatogénica y ni a hembras gestantes por causar mortalidad embrionaria-perinatal.

- Los sueros hiperinmunes se emplean para proteger a los lechones, con una dosis de 2,5 UI/10 kpv, y también a los cerdos cohabitantes con los enfermos.

- La quimioprofilaxis en masa con penicilina se suele aplicar a los animales en alto riesgo.

## Tratamiento
El tratamiento resultará eficaz solo en los enfermos agudos.  La inmunidad pasiva persiste solo dos semanas, por lo cual deberá combinarse con la antibióticoterapia. El suero hiperinmune, normalmente de caballo, está en desuso. 
El antibiótico de elección es la penicilina, tanto por su intenso efecto bactericida como por no inducir resistencia microbiana. Se usan penicilinas de acción inmediata en una doble dosis diaria de 20.000 UI/kpv, asociadas a penicilinas de acción prolongada como la penicilina benzatínica, 100.000-200.000 UI ya que si se da como dosis única a estas últimas, podría llegar a causar recidivas, por lo que en la actualidad se trata con amoxicilina. 
Se conocen resistencias bacterianas frente a eritromicina y tetraciclina. La gentamicina y el trimetoprim-sulfametoxazol presentan un efecto escaso o nulo.

## Control epidémico
Tres a cuatro semanas después de concluido el brote epidémico, se llevará a cabo la inmunización de todos los animales. 
El control de un brote de mal rojo debe también acompañarse de estrictas medidas como ser el aislar a los animales que presentan patologías, la desinfección de las instalaciones, el aislamiento de las compartimentos afectados y la eliminación de enfermos crónicos. 

## Erisipeloide
El erisipeloide es una infección ocupacional zoonótica del humano causada por la misma bacteria de la erisipela porcina, siendo esta última especie la que perpetúa la enfermedad. Existen tres formas clínicas principales en humanos: el erisipeloide propiamente dicho, la forma cutánea difusa y la sistémica. Es importante considerar la posible existencia de endocarditis asociada.
El nombre de esta enfermedad se originó para diferenciarla de las erisipelas humanas causadas por otro tipo de bacterias del grupo de estreptococos beta-hemolíticos, siendo el principal agente la especie Streptococcus pyogenes.
Generalmente ocurre por contacto directo con animales o sus productos, y la infección no suele avanzar del ámbito cutáneo provocando una lesión única, rojiza y localizada. De forma poco habitual, da lugar a una forma cutánea difusa, y más tarde, a otra septicémica. La importancia de estas últimas reside en la capacidad de provocar endocarditis que con relativa asiduidad están describiéndose algunas. Normalmente afecta a las personas que trabajan con estos animales y no toman los recaudos debidos de bioseguridad, como granjeros o carniceros.
El tratamiento de elección también es la penicilina, aunque muestra bastante sensibilidad a las cefalosporinas, clindamicina e imipenem. La resistencia de la bacteria es la misma que las descritas en animales.